# Vicente Franco
Vicente Franco ist ein spanischer Filmregisseur und Kameramann, bekannt ist er für die Oscar nominierte Dokumentation Wiedersehen in Vietnam – Auf den Spuren einer Kindheit.

## Leben
Franco absolvierte sein Studium der Cinematography and Film/Video Production an der Universidad Complutense de Madrid und erlangte dort auch seinen Master-Abschluss. Für Wiedersehen in Vietnam – Auf den Spuren einer Kindheit, der 2002 den Großen Preis der Jury beim Sundance Film Festival gewann, wurde denn Oscars 2003 in der Kategorie Bester Dokumentarfilm und bei den Primetime Emmy Awards 2003 in der Kategorie „Hervorragende Kameraführung für nicht-fiktionale Programme (mit einer oder mehreren Kameras)“ nominiert. Für Cuba Va: The Challenge of the Next Generation wurde er mit dem Silver Apple/Latin American Studies Association ausgezeichnet.
Er ist nicht nur Regisseur, sondern auch ein versierter Kameramann für Dokumentar-, Spiel-, Nachrichten- und Public-Affairs-Filme, der für seine Berichterstattung über das Erdbeben in Mexiko-Stadt 1985 mit dem Peabody-Preis ausgezeichnet wurde. Zu seinen Arbeiten zählen die für den Oscar nominierten Filme Freedom on My Mind (1994), Der gefährlichste Mann in Amerika – Daniel Ellsberg und die Pentagon-Papiere (2010) und The Barber of Birmingham: Foot Soldier of the Civil Rights Movement (2012), die POV-Specials Discovering Dominga und Thirst sowie die PBS-Serien Latin Music USA, In Search of Law and Order und Making Peace.

## Filmografie (Auswahl)

### Regisseur

#### Filme
- 1993: Cuba Va: The Challenge of the Next Generation
- 2002: Wiedersehen in Vietnam – Auf den Spuren einer Kindheit (Daughter from Danang)
- 2008: Homes and Homeland

#### Serien
- 2003–2007: American Experience (2 Folgen)

### Kameramann

#### Filme
- 1990: Together Against Abuse
- 1994: Freedom on My Mind
- 2003: Discovering Dominga: A Survivor's Story
- 2004: Beyond Brown: Pursuing the Promise
- 2004: Thirst
- 2005: Waging a Living
- 2005: Soul of Justice: Thelton Henderson's American Journey
- 2005: Waiting to Inhale
- 2006: Salud
- 2008: The Judge and the General
- 2008: Archeology of Memory: Villa Grimaldi
- 2009: Der gefährlichste Mann in Amerika – Daniel Ellsberg und die Pentagon-Papiere (The Most Dangerous Man in America: Daniel Ellsberg and the Pentagon Papers)
- 2011: Blue Alchemy: Stories of Indigo
- 2011: The Barber of Birmingham: Foot Soldier of the Civil Rights Movement
- 2013: Standing on Sacred Ground
- 2016: Sands of Silence
- 2018: Adios Amor
- 2020: Vanishing Chinatown: The World of the May's Photo Studio
- 2020: Already Free
- 2021: Bad Attitude: The Art of Spain Rodriguez

#### Serien
- 1996–2012: American Experience (4 Folgen)
- 2003–2012: P.O.V. (4 Folgen)
- 2004–2013: Independent Lens (4 Folgen)
- 2005: California and the American Dream (1 Folge)
- 2009: Latin Music USA (1 Folge)
- 2013: Frontline (1 Folge)
- 2014–2017: American Masters (2 Folgen)
- 2017–2020: Nova (2 Folgen)
- 2019–2020: Pick of the Litter (4 Folgen)
- 2020: Umweltaktivisten an vorderster Front (The New Environmentalists) (1 Folge)